# Sašo Udovič
Sašo Udovič (født 12. december 1968 i Ljubljana, Jugoslavien) er en slovensk tidligere fodboldspiller (angriber).
Udovič spillede 42 kampe og scorede 16 mål for Sloveniens landshold i perioden 1993-2000. Han var med i den slovenske trup til EM 2000 i Belgien/Holland, slovenernes første slutrundedeltagelse nogensinde, og spillede to af landets tre kampe i turneringen.
På klubplan repræsenterede Udovič blandt andet Olimpija Ljubljana i hjemlandet, belgiske Beveren samt schweiziske Lausanne.